# Kit Harington
Christopher "Kit" Harington (Acton, 26 december 1986) is een Brits acteur.

## Jeugd
Harington volgde Drama & Theatre tussen 2003 en 2005 aan het Worcester Sixth Form College.

## Carrière
Harington is het bekendst van zijn rol als Jon Snow in de Amerikaanse fantasy-televisieserie Game of Thrones, gebaseerd op het boek Het lied van IJs en Vuur van George R.R. Martin. Hij speelt hierin samen met Sean Bean. Samen met Bean is hij ook te zien in de horrorfilm Silent Hill: Revelation 3D als Vincent. Hij is ook te zien als Samuel in de film Brimstone, een film van Martin Koolhoven.
Tussen 2008 en 2009 speelde Harington de rol van Albert Narracott in de Royal National Theatre-productie War Horse.
In 2010 verscheen hij in Posh, samen met Laura Wade.
In 2014 was hij te zien in de film Pompeii, waarin hij de hoofdrol speelt. De film is gebaseerd op het verhaal over de stad Pompeï, die werd bedolven onder as en puimsteen na een uitbarsting van de vulkaan Vesuvius in het jaar 79. In 2014 heeft Harington ook de stem ingesproken van Eret in How to Train Your Dragon 2.
In 2015 speelt hij in de film Spooks: The Greater Good de rol van Will Holloway, een ontslagen agent die weer binnen gehaald wordt nadat er een terrorist ontsnapt met hulp van uit de organisatie.
In 2021 speelt Harington de rol van Dane Whitman, beter bekend als ‘The Black Knight’, in Marvel studio’s Eternals. Deze film maakt deel uit van het Marvel Cinematic Universe. Harington's rol gaat in de toekomst iets te maken hebben met de superheld Blade, zoals bleek in de post-credit scene van de film.

## Privé
Harington is getrouwd met actrice Rose Leslie. Samen hebben ze een zoon en een dochter.